# Усманов, Саидмахмуд Ногманович
Саидмахмуд Ногманович Усманов (узб. Saidmahmud Nogʻmonovich Usmonov; 18 мая 1929, Чимкент, Сыр-Дарьинский округ, Казакская АССР, РСФСР, СССР — 18 марта 2000, Ташкент, Узбекистан) — советский и узбекский, государственный и партийный деятель, учёный.

## Биография
Родился в 1929 году. Член КПСС с 1955 года.

### Образование
В 1955 в Институте экономики Академии наук Узбекской ССР защитил диссертацию на соискание учёной степени кандидата экономических наук. Тема диссертации: «Накопление и использование общественных фондов в колхозах Узбекистана».
В 1980 защитил диссертацию на соискание учёной степени доктора экономических наук. Тема диссертации: «Проблемы совершенствования стимулирования сельскохозяйственного производства: вопросы теории и методики».
Профессор (1981), член-корреспондент (1983) и академик (1988)  ВАСХНИЛ.

### Трудовая деятельность
С 1951 года на научной, общественной и политической работе:
- аспирант, техник Отдела экономики, младший, старший научный сотрудник Всесоюзного научно-исследовательского хлопкового института,
- секретарь Сурхандарьинского обкома партии,
- председатель Сурхандарьинского облисполкома,
- секретарь ЦК Компартии Узбекистана,
- 1-й заместитель министра производства и заготовок сельхозпродукции Узбекской ССР,
- 1-й секретарь Самаркандского обкома КПСС,
- заместитель директора Среднеазиатского научно-исследовательского института экономики сельского хозяйства,
- вице-президент, президент Академии сельскохозяйственных наук Республики Узбекистан, президент Союза экономистов Республики Узбекистан.

Избирался депутатом Верховного Совета СССР 7-го и 8-го созывов.